# El gato y la rata
El gato y la rata es un juego que se desarrolla de la siguiente manera.
Se forman en círculo los participantes dándose las manos: una chica colocada en medio de la rueda es la rata y un chico es el gato. Se gira rápidamente levantando los brazos para que el gato pueda pasar por debajo y penetrar en el centro, al mismo tiempo que la rata logre escaparse por la parte opuesta. El gato salta alrededor dando maullidos y procurando encontrar una entrada. Cuando se acerca a un lado se estrechan prontamente los brazos y aquel pasara pierda tiempo en procurar abrirlos sino que pasa al sitio menos defendido. Si es hábil, entra en la rueda pero al mismo tiempo se le proporciona salida a la rata y entonces se procura encerrar al gato estrechando la cadena. 
No obstante, como la ley del juego es la de saltar y girar, el gato siempre alerta descubre pronto un vacío por donde evadirse y al ir a la rata, que se refugia corriendo en la rueda, sucediendo pocas veces que no estén juntos. Aun es más raro que no consiga penetrar en la rueda cuando está la rata en ella y que no la atrape obligándola a dar una prenda. En este caso el gato y la rata descansan haciendo parte en la rueda, poniéndoseles otros sucesores. 
El juego sigue hasta que todos los hombres se hayan agotado y las mujeres se hayan hecho ratas. Este juego es muy divertido y proporciona mucho ejercicio.